# Krasne (województwo zachodniopomorskie)
Krasne (niem. Kraazen) – wieś w Polsce położona w województwie zachodniopomorskim, w powiecie pyrzyckim, w gminie Lipiany.
W latach 1975–1998 miejscowość administracyjnie należała do województwa szczecińskiego.

## Zabytki
- Pałac w Krasne z XVIII w., pomorskiej rodziny von Borcków, park pałacowy[4].